# Hanna Pakarinen
Hanna Pakarinen (Lappeenranta, 17 aprile 1981) è una cantante finlandese.
È una cantante pop, vincitrice della prima edizione della versione finlandese degli Idol nel 2004.
Nel 2007 ha rappresentato la Finlandia all'Eurofestival con la canzone Leave Me Alone, ricevendo 53 punti e terminando in 17ª posizione.

## Discografia

### Album in studio

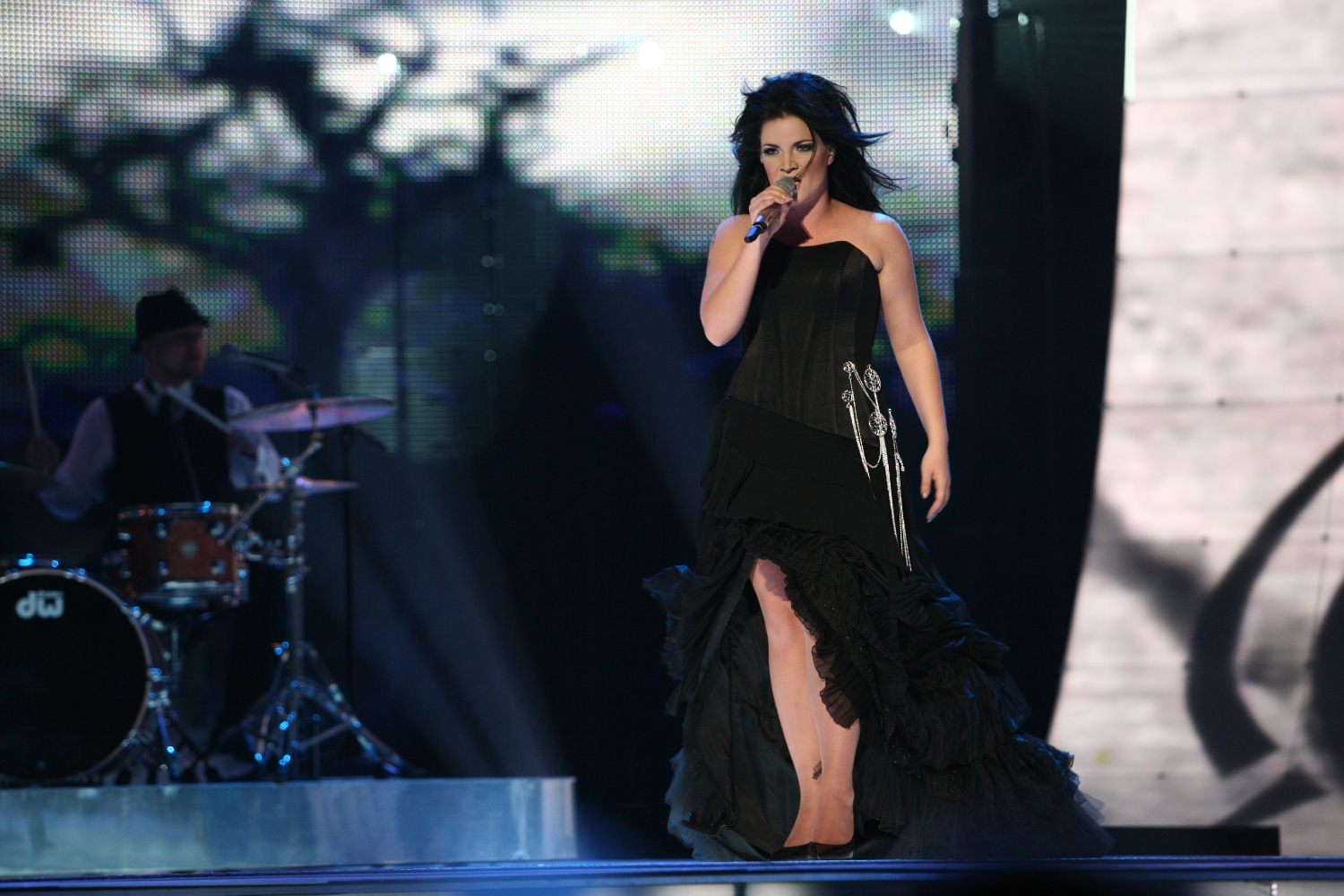
Hanna all'Eurovision Song Contest 2007

- 2004 - When I Become Me
- 2005 - Stronger
- 2007 - Lovers
- 2009 - Love in a Million Shades
- 2010 - Paperimiehen Tytär
- 2013 - Olipa kerran elämä
- 2016 - Synnyin, elän, kuolen